# Баркентина с именем звезды
Баркентина с именем звезды — повесть-сказка Владислава Крапивина. Впервые опубликована в 1971 году. 

## Создание
Повесть была впервые опубликована в 1971 году в апрельском номере журнала «Уральский следопыт». По словам биографа А. Щупова, автор решился проиллюстрировать повесть самостоятельно, поскольку неожиданно оказалось, что художники журнала не знают, как рисовать баркентину. 

## Сюжет
Главный герой — «светлоглазый и чуть веснушчатый» Мальчик — живет на берегу моря в старинном городе, в котором можно узнать Таллин. Мальчик знакомится с боцманом Мартынычем, отвечающим за старый, стоящий на приколе парусник . Баркентина становится «другом» Мальчика, он представляет себя моряком, воображает ревущие штормы, трогает штурвал и прикладывает щеку к мачте — «слушает, как в стеньгах и вантах гудит ветер». Ещё один друг Мальчика — лягушонок Чип, который научился говорить, так как ему стала интересна человеческая жизнь. Вместе с мальчиком они счастливо проводят время в морских играх. 
Романтика мечты вступает в столкновение с реальностью: из баркентины хотят сделать плавучий ресторан, и спасти корабль от унизительной роли могут только «чудеса». Мальчик обращается к тучке и Звезде с помощью считалки-заклички, моля о чуде. Таким чудом становится огонь с далекой звезды, который сжигает парусник. Мальчик вынужденно расстается с баркентиной и со старым моряком, который уезжает в деревню. Мартыныч отправляет Мальчику по почте игрушечный кораблик «размером с голубя».

## Анализ и оценки
По мнению рецензента, писателя и публициста Ю. Бриля, развязка с пожаром оказалась несколько неудачной, поскольку для такого финала говорящий лягушонок и волшебная звезда не требовались: роль чудес в приключениях героя могла бы быть более значимой; романтическая мечта разбита, Мальчик лишается возможности «слушать эхо былых штормов» и теряет новообретенного друга Мартыныча. Литературовед В. Швейцер считала, что моряк Мартыныч стал первым у Крапивина «живым и обаятельным образом взрослого». По мнению литературоведа, кандидата филологических наук Н. Северовой, в повести появляется крапивинский тип героя, в котором сочетаются качества поэта и рыцаря, его цель – увидеть другие миры; «избранный» герой открыт стихиям и непримирим ко Злу, он всегда следует за мечтой и не подчиняется законам жизни. Герой стремится словом и делом преобразовать «жизнь убогую в жизнь одухотворенную», превратить реальность в добрую сказку. 
По оценке Северовой, повесть насыщена мотивами волшебства, сказки, чуда, в числе которых мотив зеркала; сказочность подчеркивает и сам автор, а главной герой нуждается в чуде. Волшебство проявляется в сюжете, в системе образов, для которой характерны образы-двойники, и в кольцевой композиции произведения. Автор использует принципы контраста и пограничного сосуществования, принцип духовного родства, а также создает образы, которые отражают сочетание разных стихий. Так, в начале повести противопоставляются большое и малое, воплощенные в образах «Карты Всех Морей и Океанов» и маленького кораблика из сосновой коры; контрастируют между собой новый и старинный город, а день рождения героя оказывается для него самым мрачным временем. В дальнейшем Мальчик видит «пограничье между небом и землей», когда он смотрит на крыши и башни старого города. Различные стихии сочетаются в образах рассыпанных по воде кувшинок, чьи «стебли уходили в зеленоватую глубину», чаек, которые соединяют небо и воду, или прибрежного города, «продутого морскими ветрами». 
Образ баркентины семантически связывает разные стихии, её появление сразу разделяет систему образов на две группы, с точки зрения наличия или отсутствия духовности. По одну сторону оказываются старинный город, морской ветер, чайки, Мальчик, лягушонок Чип и старый моряк Мартыныч, по другую – капитан Рудик, воспринимающий парусник как «старый ящик». Образы героев, которые защищают баркентину,  включая Звезду, объединяет духовное родство, способность преобразовывать серую жизнь в сказку. Баркентина воздействует на духовное развитие героя, приносит ему и счастье, и несчастье. Мальчик мечтает увидеть другие, неведомые миры, он открыт разным стихиям, воде и небу, доверяет им, не боится высоты и ветра. Герою доступна любовь, он различает жизнь «горячего сердца» и «сытого бегемота», а в момент опасности не думает о себе, непримирим ко Злу . Двойник Мальчика – образ Чипа, он связывает водную стихию и человеческий мир, у него, как и Мальчика, «горячая кровь, горячее человеческое сердце».
Образ Звезды связан с баркентиной в мечтах мальчика и является «сестрой», двойником или зеркальным отражением корабля. Звезда предотвращает беду, исполняет желания и спасает парусник от унижения. По мнению Северовой, Звезда символизирует одухотворенность, хотя автор использует слова «волшебство» или «чудо». Красочный мир сказки главному герою дарит зеркальце от секстанта, служащее волшебным предметом-помощником. «Считалка»-заговор (обращение к тучке, чтобы «разогнать беду» и позвать Звезду) иллюстрирует возможность сказочного преобразования мира с помощью слова.  Как отмечала Северова, возможность волшебства показывается и в кольцевой композиции: в начале повести мальчик теряет сделанный из сосновой коры маленький кораблик с парусами из бумаги. Повесть завершается тем, что старый моряк дарит герою сказку — кораблик, напоминающий птицу, «крутобокий, легкий, с узорами на высокой…корме, с выпуклыми сверкающими парусами». В этом образе, по мнению литературоведа, соединяются море, небо и душа.  По мнению Северовой,  баркентина, умерев, остается победителем, поскольку сохраняет «лучшее, что есть в Душе» .